# Speex
Speex este un codec pentru compresia vocei umane de tip software liber, care pretinde să nu aibă restricții cauzate de patente software. Speex este licențiat sub Licență BSD și poate fi folosit fie împreună cu formatul container Ogg al Fundației Xiph.org, fie să fie transmis direct sub forma UDP/RTP.
The Speex folosește formatul Ogg de bitstream, iar cei care au proiectat Speex îl văd ca un complement la proiectul de compresie audio cu utilizare generalizată Vorbis.